# Harald Huysman
Harald Huysman, né le 7 janvier 1959 à Fredrikstad en Norvège, est un pilote de course automobile norvégien à la retraite ayant participé aux 24 Heures du Mans ,, au Championnat du monde des voitures de sport ainsi qu'aux 24 Heures de Spa.

## Palmarès

### Résultats aux24 Heures du Mans
| Année | Écurie                 | Copilotes                           | Voiture      | Classe | Tours | Pos. | Class Pos. |
| ----- | ---------------------- | ----------------------------------- | ------------ | ------ | ----- | ---- | ---------- |
| 1989  | Brun Motorsport        | Uwe Schäfer Dominique Lacaud        | Porsche 962C | C1     | 351   | 10e  | 8e         |
| 1990  | Brun Motorsport        | Massimo Sigala Bernard Santal       | Porsche 962C | C1     | 335   | 10e  | 10e        |
| 1992  | Repsol Brun Motorsport | Robbie Stirling (en) Bernard Santal | Porsche 962C | C2     | 138   | Abd. | Abd.       |